# ناچیت
ناچیت، روستایی است از توابع شهرستان بوکان در استان آذربایجان غربی ایران که در حدود ۲ کیلومتری شمال‌غربی شهرستان بوکان و بر سر جادهٔ بوکان-میاندوآب قرار دارد. زبان مردم روستا کردی است.